# Emil Gímeš
Emil Gímeš (7. května 1932, Krupina – 15. února 2011) byl český historik a politolog.

## Životopis
Vystudoval gymnázium ve Zvoleni (1950) a Filozofickou fakultu Univerzity Karlovy (1954). V letech 1954–1960 vyučoval na Ústřední politické škole ČSM.
V letech 1960–1970 působil na Katedře marxismu-leninismu na Lékařské fakultě Univerzity Palackého, odkud musel z politických důvodů odejít. Poté se živil jako topič a jeřábník u Dopravních stav Olomouc. Po rehabilitaci působil od roku 1990 na Katedře humanitních věd a evropských studií (dnešní Katedra politologie a evropských studií) na Filozofické fakultě Univerzity Palackého.
Zabýval se českými a slovenskými dějinami 20. století, politickými dějinami ČSR a soudobými regionálními dějinami.

## Dílo (výběr)
- Koniec Československa, jeho historická a politologická reflexia. Slezský sborník, 95, 1997, č. 1–2, s. 91–94.
- Poznámky ke studiu slovenské menšiny v ČR. Slezský sborník, 92, 1994, č. 1–2, s. 38–40.
- Slováci v Čechách v rámci ozbrojených sil v letech 1951–1955. Slezský sborník, 96, 1998, č. 3, s. 194–201.
- (společně s Karlem Sommerem): Z dějin oděvního průmyslu na Prostějovsku. Prostějov 1970.